# Fanny Claus
Pour les articles homonymes, voir Claus.
Fanny Claus est une violoniste et altiste française née le 25 juillet 1846 à Besançon et morte le 16 avril 1877 à Paris. 

## Biographie
Fanny Françoise Charles Claus naît le 25 juillet 1846 à Besançon,.  
Elle étudie au Conservatoire de Paris, où elle obtient un 1er accessit de violon en 1863,.  
Attirée par la musique de chambre, elle constitue avec ses sœurs le quatuor Sainte-Cécile, puis en 1866 un quatuor féminin dans lequel elle tient l'alto, en compagnie de sa sœur Jenny et de Mme Lebouys aux violons et d'Hélène de Katow au violoncelle.  
Amie de la pianiste Suzanne Leenhoff, femme d'Édouard Manet, Fanny Claus rencontre chez les Manet le peintre Pierre Prins, qu'elle épouse en 1869.  
À côté de Berthe Morisot, assise, elle est représentée par Manet dans Le Balcon, toile exposée en 1869.  
Fanny Claus meurt à Paris le 16 avril 1877. Elle est la mère de l'explorateur et administrateur colonial Pierre Prins.